# スラットウォーク

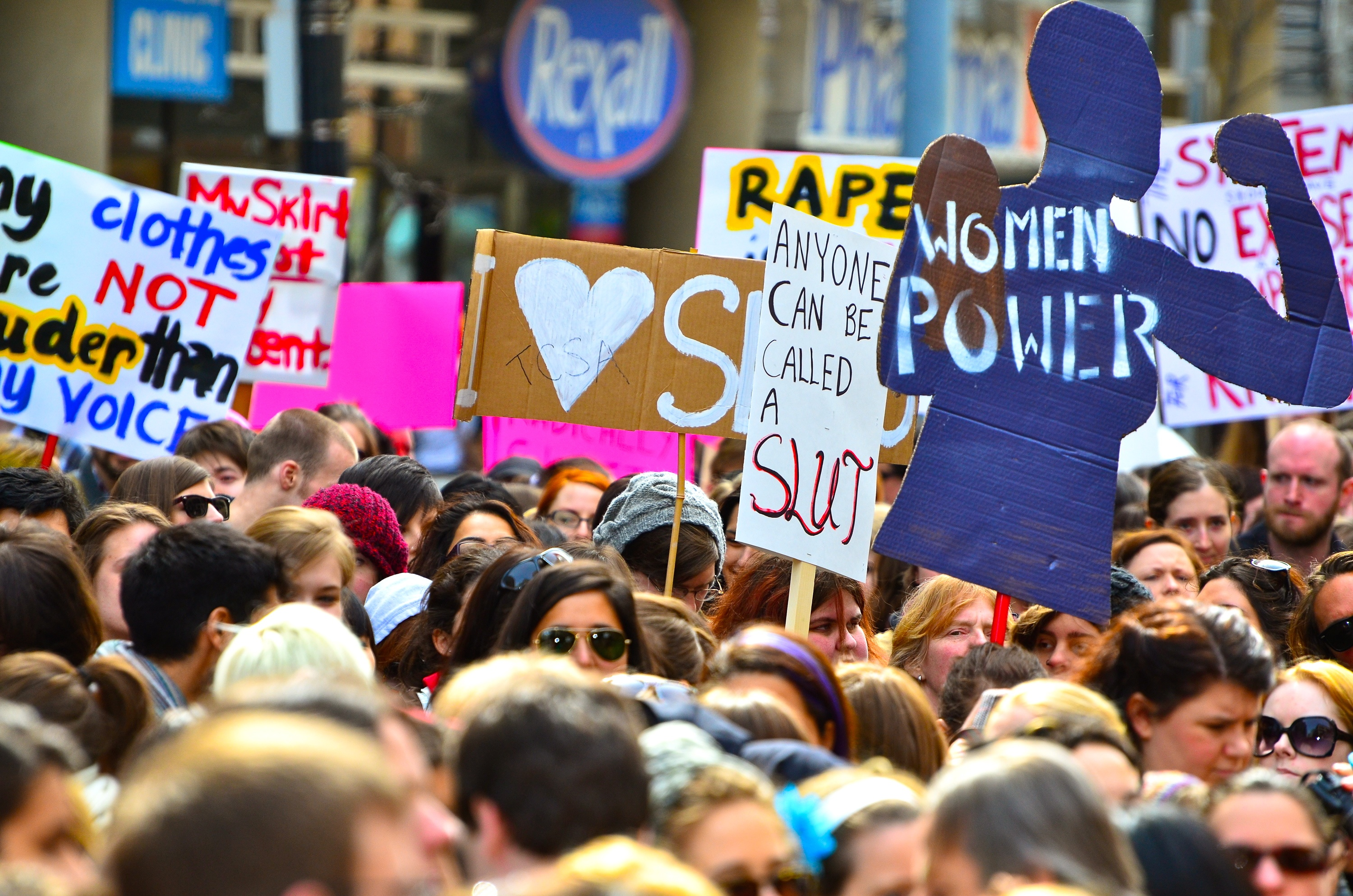
2013年4月3日にオンタリオ州トロントで行われた最初のスラットウォーク。

スラットウォーク（SlutWalk）とは、女性に対する性暴力に抗議する女性差別反対運動のひとつ。2011年4月にカナダのトロントで始まり、世界中に広まった。スラット（slut）とは、英語で尻軽女、売女、あばずれなどを意味する侮蔑語。大学の講演会で警官が「レイプに遭わないためには、スラットのような服装をしないこと」と、侮蔑語を使って女性被害者側にレイプの非を求めるような発言をしたことから、大きな抗議行動になった。

## 発端
2011年1月にヨーク大学のロースクールで、トロント警察の警官が“women should avoid dressing like sluts in order not to be victimized”（被害に遭わないためには売女のような格好をすべきでない）と発言。「男性目線の身勝手でステレオタイプなこの発想はレイプ被害者や女性に対する差別と偏見を助長するだけでなく、性犯罪の抑止にはならず、快楽であれ、仕事であれ、女性のセックスが暴力の言い訳にされることは許されない」として、抗議の声が上がった。

## 抗議運動
スラット・シェイミング（slut-shaming：古い女性観を基にした偏見から、女性の性行動を非難し、その人を貶めること）に抗議して、2011年4月3日にトロントのクィーンズ公園からトロント警察署まで3000人によるデモ行進が行なわれた。主催者側は、普段の服装で参加するように呼びかけたが、あえて露出の多い格好で参加した者も多かった。

## 波及
トロントに次いで、オタワでもスラットウォークが行なわれ、その後、海外に飛び火し、ボストン、ダラス、シカゴ、シアトル、メルボルン、ウェリントン、オークランド、サンパウロ、ロンドン、パリ、ニューデリー、シンガポール、ソウル、大阪などで相次いで行なわれ、地球規模のムーブメントに発展した。性暴力への抗議のほか、セックスワーカーへの差別や、ステレオタイプな女性観に基づくレッテル貼り、好きなものを着る自由などが叫ばれた。